# Пемброк (Ирландия)
Пемброк (англ. Pembroke Township; ирл. ??) — бывший (1863-1930) городской район Дублина в Ирландии, находился в административном графстве Дублин (провинция Ленстер).